# ハゴロモグサ属
ハゴロモグサ属(ハゴロモグサぞく、Alchemilla） はバラ科の植物の属。園芸方面では学名カナ読みのアルケミラも使われることがある。この属の種は、レディスマントルの名で広く知られる。

## 概要
温帯北部から北極圏内、および熱帯アフリカ、インド、スリランカ、インドネシアなどの高山地帯に250種が分布する。宿根草で野原や林、岩場などに自生する。木化した根茎を持つ。葉は、丸形か腎臓形で、浅く、または深く掌状に分裂している。表面は細かい毛に覆われている。花は2～３ミリの小さな花が細かく枝分かれした集散花序につく。色は緑か黄緑色である。耐寒性から耐霜性で、園芸としては規模の大きいロックガーデン、ボーダー花壇などに適している。また、ハーブとしても利用されている。

## 歴史
属名のアルケミラ（Alchemilla）は、アラビア語のAlkemelych（錬金術）に由来し、このハーブが不思議な魔力を秘めていることを表しているという。
その葉にたまる雫は、中世の賢者の石（錬金術に用いた道具）を作るのに用いられたという。ニコラス・カルペパーの時代には、その雫を飲むと流産を防ぐとしてもてはやされる。中世以来、その縁取りのある葉がマントに似ていて、その魔力とともに神聖視されるようになり、16世紀の植物家ジェローム・ボックがレディスマントル（聖母マリアのマント）と名付けたという。また、葉の形がライオンの足に似ていることから、ラテン名レオントポディウム（ライオンの足）と言う名も持っている。

## 薬用ハーブ
「女たちの良き友（a womans’s best friend)」と言われるほど、あらゆる婦人病に良いとされ、葉を利用したハーブティとして飲まれている。月経不順、性器の炎症、更年期の症状などに効果があるとされる。長期服用することで、手術を避けることができると言うドイツ人医師もいるという。また、優れた収斂作用により、下痢や胃腸炎も和らげる。うがいに使えば、喉の痛み、歯肉の出血を鎮める効果もあるといわれている。全草にタンニンを含み、止血・消毒作用に優れるため、傷薬としても用いられている。ただし、日本で多く流通するアルケミラモリス(Alchemilla mollis）には、薬効がないと言われる。

## 主な種
- Alchemilla alpina（アルケミラアルピナ）ー原産地、北、西、中央ヨーロッパの山岳地帯、グリーンランド。マット状に高さ8~12センチ、幅は50センチまで。匍匐性の木化した茎を持ち、葉は3.5センチ前後の丸形か腎臓形で5~7に深く裂けていて、先端に鋸歯がある。濃緑色で下面に銀色の毛がある。ロックガーデン縁辺として用いられる[1]。一般にアルパインレディスマントル（Alpine lady's mantle）と呼ばれる。

- Alchemilla conjuncta（アルケミラコンユンクタ）ー原産地はジュラ山脈、ヨーロッパの北西アルプス。株状に高さ40センチ、幅30センチほどに拡がる。葉は4センチ前後の丸形で7~9に深く裂けている。上面が青緑色で、下面は銀色の毛で覆われる[1]。

- Alchemilla xanthochlora（アルケミラクサントクロラ）ー原産地は北西、中央ヨーロッパ、ギリシャ。株状に高さ50センチ、幅60センチまで拡がる。葉は長さ5センチの腎臓形で9~11に浅く裂けている。上面に毛が無く下面に毛がある[1]。

- Alchemilla mollis（アルケミラモリス）ー原産地は東カルパチア、コーカサス、トルコ。株状に高さ60センチ、幅75センチくらいになる。葉は15センチほどの丸形で9~11に浅く裂け、鋸歯があり、密に柔らかい毛に覆われる。グラウンドカヴァー向きで、花は切り花として観賞用にもなる[1]。

- Alchemilla ellenbeckii（アルケミラエレンベッキイ）ー原産地は東アフリカの山地。マット状に高さ2.5~5センチ、幅は30センチかそれ以上になる。針金のような赤い茎を持ち、葉は薄緑の常緑性の2センチほどの腎臓形で、5つに深く裂けている[1]。

- Alchemilla erythropoda（アルケミラエリスロポダ）ー原産地はカルパチアとバルカンの山地、コーカサス、トルコ。株状に高さ20~30センチ、幅20センチくらい。葉は3~5センチの丸形で7~9に浅く裂け、鋭い鋸歯を持ち、毛に覆われている[1]。

- Alchemilla faeroensis（アルケミラファエロエンシス）ー原産地は東アイスランド。株状に高さ40センチ、幅30センチほどの大きさ。葉は4センチ前後の腎臓形で7~9に深く裂け、上面は青緑色、下面は銀色の毛で覆われる[1]。

- Alchemilla fulgens（アルケミラフルゲンス）ー原産地はピレネー山脈。根茎を持ち高さ30センチ、幅25センチほどに拡がる。葉は5センチほどの丸形で7~9に浅く裂け、鋸歯があり、全体が毛で覆われる。上面は青緑色、下面は銀緑色である。Alchemilla splendens(アルケミラスプレンデンス）という園芸名の異名がある[1]。

- Alchemilla vulgaris L.（アルケミラウルガリス）ーレディスマントルの代表種として紹介されることがあるが、正式に分類されてないアルケミラ属の多くの種の集合名として扱われるケースもある。Alchemilla vulgaris agg.と表記される[2]。

一般的にはレディスマントルの名前で知られる。和名では、セイヨウハゴロモグサという。ハゴロモグサ(羽衣草）とは、レディスマントルを意訳して名付けられた。

### 日本での自生
- ハゴロモグサ　Alchemilla japonica Nakai et H.Hara

北海道の夕張岳、本州の南北アルプスの高山帯の草原にみられる。この種に近いものはヨーロッパに多い。根茎は匍匐して木化し、密に枯れた葉柄でおおわれている。高さは30センチくらいになる。葉は丸形で複数に浅く避けていて、4~7センチになる長柄の根生葉がある。夏に直系３ミリの黄緑の小花を密集して咲かせる。環境省のレッドリスト(2012)の「絶滅の危険が増大している種」である絶滅危惧II類（VU）に登録されている。